# Gabrielle Beaumont
Gabrielle Beaumont (Londres, 7 d'abril de 1942 - Fornalutx, Mallorca, 8 d'octubre de 2022) és una escriptora i directora de cinema.
Les seves obres com a directora inclouen Hill Street Blues a Star Trek: The Next Generation i He's My Girl. Es va convertir en la primera dona a dirigir un episodi de Star Trek, amb l'episodi "Booby Trap". És més coneguda per dirigir, escriure i produir l'especial de televisió Diana: The People's Princess. Ella i l'actor/escriptor Olaf Pooley han contribuït a The Godsend, una versió cinematogràfica de Bernard Taylor. Pooley va escriure el guió per la pel·lícula mentre Beaumont la va dirigir. La parella es casava el 1982 però després es van separar. Anys després, es va casar amb el cineasta Michael J. Davis, que va morir el 2008.

## Nominacions
- Primetime Emmy a la millor direcció en sèrie dramàtica per Hill Street Blues (1986).

## Filmografia selecta
- Diana: A Tribute to the People's Princess (1998) (telefilm)
- Beastmaster III (1996) (Telefilm)
- The Other Woman (1995) (Telefilm)
- Moment of Truth: Cradle of Conspiracy (1994) (Telefilm)
- Fatal Inheritance (1993)
- Riders (1993) (Telefilm)
- He's My Girl (1987)
- Gone Are the Dayes (1984) (Telefilm)
- Secrets of a Mother and Daughter (1983) (Telefilm)
- Death of a Centerfold (1982) (Telefilm)
- The Godsend (1980)